# Bloom (album de Troye Sivan)
Pour les articles homonymes, voir Bloom.
Albums de Troye Sivan
Blue Neighbourhood
(2015) Something to Give Each Other
(2023)
Singles
1. My My My!
Sortie : 10 janvier 2018
2. The Good Side
Sortie : 19 janvier 2018
3. Bloom
Sortie : 2 mai 2018
4. Dance to This
Sortie : 13 juin 2018
5. Animal
Sortie : 9 août 2018
6. Lucky Strike
Sortie : 11 janvier 2019

Bloom est le deuxième album studio du chanteur australien Troye Sivan sorti le 31 août 2018. Il fait suite à Blue Neighbourhood.
L'album a été précédé par la sortie des singles My My My!, The Good Side, Bloom, Dance to This feat. Ariana Grande et Animal.

## Composition
Bloom est décrit par Sivan comme un « album sur la sexualité » mais aussi comme « plus sombre », « avec plus de guitares » et « plus dansant » que son précédent album,. Il raconte la façon de vivre son homosexualité. La première chanson, Seventeen, raconte l'expérience sexuelle de Sivan avec un homme rencontré sur l'application Grindr.
Sivan a écrit la majorité de l'album avec les musiciens américains Leland et Allie X. La réalisation de l'album a été menée par Bram Inscore, Oscar Görres, Oscar Holter et Ariel Rechtshaid.

## Accueil

### Accueil critique
D'après Metacritic, qui assigne un score standardisé sur 100 des critiques, Bloom reçoit un score, basé sur 14 critiques, de 86 sur 100 qui signifie que l'album est « universellement acclamé ».
En lui donnant un score parfait, Douglas Greenwood de The Independent écrit que « faire une pop parfaite n'est pas facile, mais que Troye Sivan est une star qui a fait ses devoirs à la maison. Avec un pied dans la pop du passé et dans la pop contemporaine, Bloom est un disque qui pourrait faire de son auteur l'un des talents de la musique mainstream les plus vénéré et fascinant ». Pour le critique Neil Z. Yeung d'AllMusic, Bloom est « une déclaration sans ambiguïté, qui célèbre les haut et les bas de l'amour queer à travers les yeux d'une star en devenir de la pop ». 
Annie Zaleski d'The A.V. Club explique que « la beauté et les cadeaux de Bloom se révèlent progressivement au fil du temps ».

### Accueil commercial

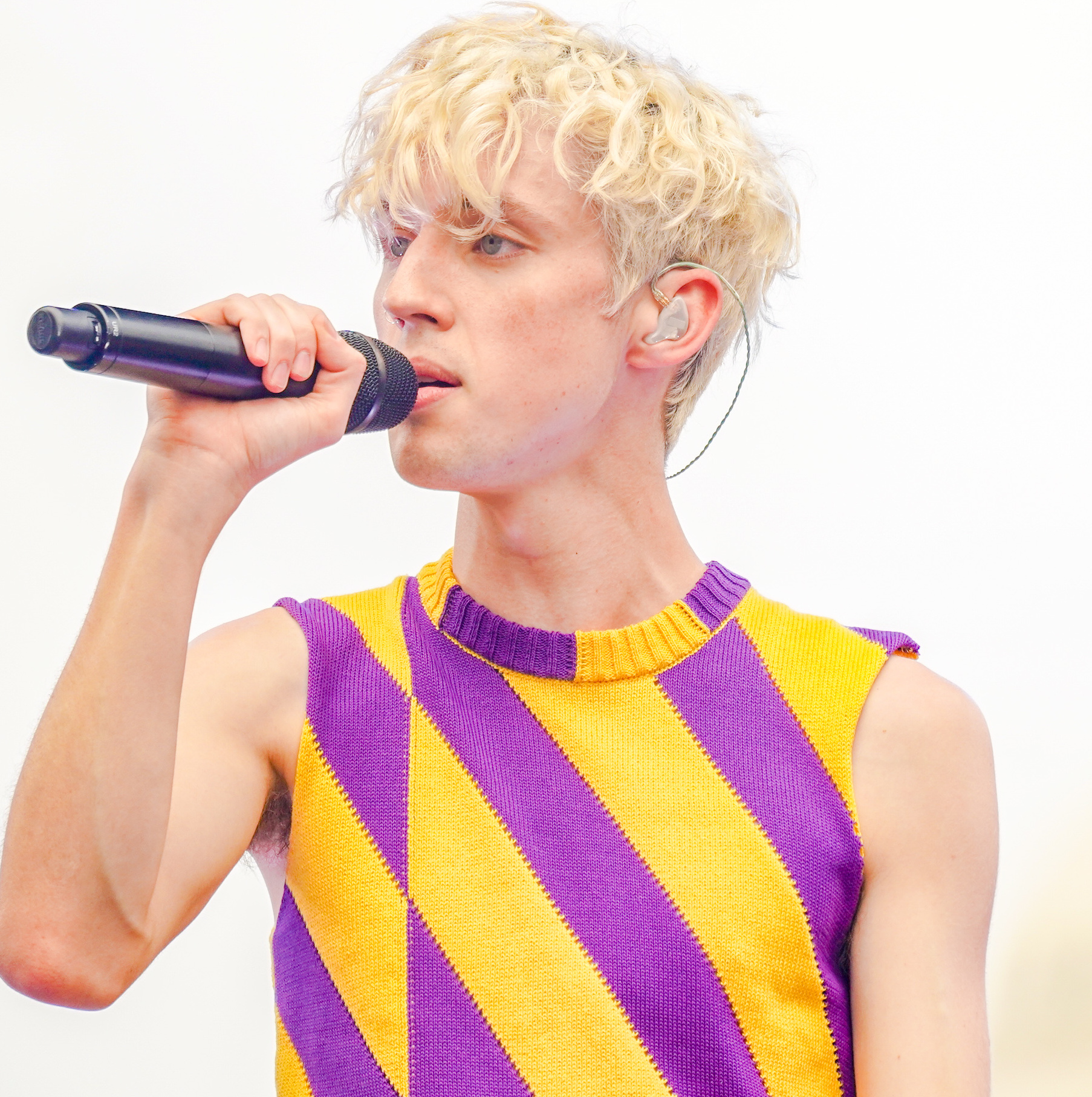
Troye Sivan en juin 2018 à la Capital Pride à Washington.

Bloom se classe à la 3e place des ventes d'albums en Australie, son pays d'origine, où l'album réalise un meilleur classement que Blue Neighbourhood, son précédent et premier album. Aux États-Unis, l'album se classe à la 4e place du Billboard 200 avec 72 000 équivalent albums, dont 59 000 albums physiques. Il s'agit de son plus haut classement et de ses meilleures ventes dans le Billboard 200.

## Pistes
| Édition standard | Édition standard                        | Édition standard                                                               | Édition standard                                                              | Édition standard | Édition standard | Édition standard | Édition standard | Édition standard | Édition standard |
| No               | Titre                                   | Auteur                                                                         | Producteur(s)                                                                 | Durée            |                  |                  |                  |                  |                  |
| ---------------- | --------------------------------------- | ------------------------------------------------------------------------------ | ----------------------------------------------------------------------------- | ---------------- | ---------------- | ---------------- | ---------------- | ---------------- | ---------------- |
| 1.               | Seventeen                               | - Troye Sivan - Leland - Alexandra Hughes - Bram Inscore                       | - Inscore - McLaughlin                                                        | 3:38             |                  |                  |                  |                  |                  |
| 2.               | My My My!                               | - Sivan - McLaughlin - Oscar Görres - James Alan Ghaleb                        | Görres                                                                        | 3:25             |                  |                  |                  |                  |                  |
| 3.               | The Good Side                           | - Sivan - McLaughlin - Inscore - Hughes - Jack Latham - Ariel Rechtshaid       | - Rechtshaid - Inscore - Jam City - McLaughlin                                | 4:29             |                  |                  |                  |                  |                  |
| 4.               | Bloom                                   | - Sivan - McLaughlin - Oscar Holter - Peter Svensson                           | Holter                                                                        | 3:42             |                  |                  |                  |                  |                  |
| 5.               | Postcard (featuring Gordi)              | - Sivan - Inscore - Sophie Payten                                              | - Inscore - McLaughlin                                                        | 3:36             |                  |                  |                  |                  |                  |
| 6.               | Dance to This (featuring Ariana Grande) | - Sivan - McLaughlin - Holter - Noonie Bao                                     | Holter                                                                        | 3:51             |                  |                  |                  |                  |                  |
| 7.               | Plum                                    | - Sivan - McLaughlin - Görres - Ghaleb - Hughes                                | Görres                                                                        | 3:06             |                  |                  |                  |                  |                  |
| 8.               | What a Heavenly Way to Die              | - Sivan - McLaughlin - Inscore - Hughes                                        | - Inscore - McLaughlin                                                        | 3:07             |                  |                  |                  |                  |                  |
| 9.               | Lucky Strike                            | - Sivan - Alex Hope                                                            | Hope                                                                          | 3:28             |                  |                  |                  |                  |                  |
| 10.              | Animal                                  | - Sivan - McLaughlin - Inscore - Hughes - Rechtshaid - Latham - Josiah Sherman | - Rechtshaid - Inscore - Buddy Ross - Jam City - McLaughlin - The Haxan Cloak | 4:25             |                  |                  |                  |                  |                  |
| 36:47            |                                         |                                                                                |                                                                               |                  |                  |                  |                  |                  |                  |

| Édition deluxe | Édition deluxe | Édition deluxe                                         | Édition deluxe       | Édition deluxe | Édition deluxe | Édition deluxe | Édition deluxe | Édition deluxe | Édition deluxe |
| No             | Titre          | Auteur                                                 | Producteur(s)        | Durée          |                |                |                |                |                |
| -------------- | -------------- | ------------------------------------------------------ | -------------------- | -------------- | -------------- | -------------- | -------------- | -------------- | -------------- |
| 11.            | This This      | - Sivan - McLaughlin - Inscore - Hughes                | Inscore              | 3:33           |                |                |                |                |                |
| 12.            | Running Shoes  | - Sivan - McLaughlin - Michael Uzowuru - Jeff Kleinman | - Uzowuru - Kleinman | 3:45           |                |                |                |                |                |
| 44:05          |                |                                                        |                      |                |                |                |                |                |                |

## Classements
| Classement (2018)                  | Meilleure position |
| ---------------------------------- | ------------------ |
| Allemagne (Media Control AG)       | 35                 |
| Australie (ARIA)                   | 3                  |
| Autriche (Ö3 Austria Top 40)       | 25                 |
| Belgique (Flandre Ultratop)        | 10                 |
| Belgique (Wallonie Ultratop)       | 34                 |
| Canada (Canadian Albums)           | 13                 |
| États-Unis (Billboard 200)         | 4                  |
| Finlande (Suomen virallinen lista) | 14                 |
| Italie (FIMI)                      | 31                 |
| Nouvelle-Zélande (RIANZ)           | 3                  |
| Norvège (VG-lista)                 | 11                 |
| Pays-Bas (Mega Album Top 100)      | 16                 |
| Pologne (ZPAV)                     | 15                 |
| Portugal (AFP)                     | 20                 |
| Royaume-Uni (UK Albums Chart)      | 10                 |
| Suède (Sverigetopplistan)          | 15                 |
| Suisse (Schweizer Hitparade)       | 19                 |
| Tchéquie (IFPI)                    | 6                  |